# Bratislava (planetka)
(4018) Bratislava je planetka nacházející se v hlavním pásu asteroidů. Objevil ji český astronom Antonín Mrkos 30. prosince 1980. Byla pojmenována podle hlavního města Slovenska Bratislavy. Kolem Slunce oběhne jednou za 4,14 let.